# رافشان إيرماتوف
روشان إيرماتوف (بالأوزبكية: Ravshan Ermatov)‏‎، من مواليد 9 أغسطس 1977، في طشقند، حكم كرة قدم أوزباكستاني دولي. وهو حكم دولي منذ عام 2003.

## ارقام إحصائيات
- أفضل حكم في آسيا 3 مرات على التوالي 2008 و2009 و2010 م.
- اصغر حكم يحكم مباراة الافتتاح في تاريخ المونديال وكانت بين جنوب أفريقيا والمكسيك.
- اصغر حكم في مونديال 2010 م
- عادل الرقم القياسي في تحكيم مباريات كأس العالم في بطوله واحده وهو 5 مباريات في بطولة 2010
- حكم نهائي كاس العالم للأنديه عام 2008 بين مانشستر يونايتد الإنجليزي وإل دي كيتو الإكوادوري عندما سجل الجولدن بوي واين روني الهدف الوحيد في تلك المباراة وتوج المان يونايتد بطلا للعالم.
- حكم نهائي دوري ابطال آسيا 2011 بين السد القطري وجيونبوك هيونداي موتورز الكوري الجنوبي «وفاز فريق السد القطري» ب ركلات الترجيح. (4-2).
- حكم نهائي كأس آسيا 2011 بين اليابان وأستراليا وفازت اليابان بنتيجة 1-0 ب وقت إضافي.
- حكم نهائي كاس العالم للأنديه عام 2011 بين برشلونه الإسباني وسانتوس البرازيلي وانتصر برشلونه بنتيجه 4-0 عندما سجل ميسي هدفين وفابريجاس هدف وتشافي هدف في تلك المباراة وتوج برشلونه بطلا للعالم للمره الثانية

## روابط خارجية
- رافشان إيرماتوف على موقع Soccerway.com (الإنجليزية)
- رافشان إيرماتوف على موقع أوليمبيديا (الإنجليزية)